# Torna! (film 1981)
Torna! (Come-Back) è un film del 1981 diretto da Jonne Severijn.